# Lactarius pumilus
Lactarius pumilus é um fungo que pertence ao gênero de cogumelos Lactarius na ordem Russulales. Encontrado no Burundi, foi descrito cientificamente pela micologista Annemieke Verbeken em 1996.